# Azanus moriqua
Azanus moriqua är en fjärilsart som beskrevs av Hans Daniel Johan Wallengren 1857. Azanus moriqua ingår i släktet Azanus och familjen juvelvingar. Inga underarter finns listade i Catalogue of Life.